# Sully (film)
Pour les articles homonymes, voir Sully.
Pour plus de détails, voir Fiche technique et Distribution.
Sully est un film américain coproduit et réalisé par Clint Eastwood et sorti en 2016. Il s'agit d'un film biographique inspiré d'un fait vécu, l'amerrissage forcé du vol US Airways 1549 sur le fleuve Hudson, réussi par le pilote Chesley « Sully » Sullenberger en janvier 2009. Il est adapté du livre Highest Duty (2009) écrit par le pilote avec l'auteur Jeffrey Zaslow.

## Synopsis
Le 15 janvier 2009, le capitaine Chesley Sullenberger, dit « Sully », et son copilote Jeffrey Skiles, montent à bord du vol 1549 de la compagnie US Airways à l'aéroport de LaGuardia, pour relier l'aéroport international Charlotte-Douglas. Trois minutes après le début du vol, à une altitude de 2 800 pieds (environ 850 m), l’Airbus A320 heurte une volée d’oiseaux, ce qui éteint les deux moteurs. Sans la poussée des réacteurs et se jugeant dans l’impossibilité d’atteindre les aéroports voisins (celui de Teterboro étant le plus proche), il amerrit sur le fleuve Hudson. L’équipage et les passagers sortent de l’appareil sans qu’il y ait de victimes. La presse et le public saluent le pilote comme un héros. L’accident travaille Sully qui dans un rêve voit l’avion s’écraser contre un bâtiment de la ville.
Le capitaine Sullenberger apprend que les données de l’ACARS indiquent que le moteur gauche tournait toujours, même au ralenti. Théoriquement, il aurait encore eu la possibilité de retourner à LaGuardia ou d’atterrir à Teterboro. Par ailleurs, le Conseil national de la sécurité des transports assure que, si l’on en croit plusieurs simulations informatiques confidentielles, l’avion aurait pu atterrir sans moteur en toute sécurité à l’un ou l’autre de ces aéroports. Au contraire, Chesley Sullenberger insiste sur le fait qu’il n’avait plus de poussée moteur et qu’il n’avait plus le temps, ni la vitesse ni l’altitude suffisants pour atterrir en toute sécurité quelle que soit la piste utilisée.
Il se rend compte que les enquêteurs croient que l’accident pourrait être dû à une erreur de pilotage, ce qui mettrait fin à sa carrière. Il obtient que les simulations soient refaites avec des pilotes et que les résultats soient communiqués à l’audience publique. Les deux simulations aboutissent à des atterrissages réussis, quel que soit l'aéroport. Chesley Sullenberger soutient qu’elles sont irréalistes puisque les pilotes connaissaient à l’avance la situation à laquelle ils allaient être confrontés et les mesures d’urgence à appliquer. En outre les pilotes ont pu répéter plusieurs fois le scénario, jusqu'à dix-sept fois avant réussite. Les enquêteurs admettent que, dans l'action, les pilotes auraient mis un certain temps à réagir et à procéder aux vérifications d’urgence, avant de dérouter l’avion.
Les deux simulations sont refaites et retransmises à l’audience, avec cette fois une pause de 35 secondes avant que l’avion ne soit dérouté. Le parcours vers LaGuardia se termine avec l’atterrissage de l’avion avant d’atteindre la piste et celui vers Teterboro avec un crash dans des bâtiments avant l’aéroport. Les enquêteurs annoncent que l’expertise du moteur gauche confirme le témoignage du capitaine Sullenberger : les impacts d’oiseaux l’ont endommagé et mis hors service ; les données ACARS étaient fausses. La commission d’enquête présidée par Elizabeth Davis conclut que le pilote a agi correctement en choisissant la meilleure parmi les options qui s’offraient à lui et a sauvé la vie des 155 personnes à bord. Le capitaine rappelle que la réussite n'est pas personnelle, elle concerne également l’équipage, les secouristes, les aiguilleurs du ciel, les équipages des bateaux de l'Hudson qui sont intervenus ainsi que les plongeurs.

## Fiche technique
Sauf indication contraire, les informations mentionnées dans cette section peuvent être confirmées par la base de données cinématographiques IMDb,  présente dans la section « Liens externes ».
- Titre original et français : Sully
- Réalisation : Clint Eastwood
- Scénario : Todd Komarnicki, d'après Highest Duty: My Search for What Really Matters de Chesley Sullenberger et Jeffrey Zaslow[1]
- Direction artistique : Ryan Heck
- Décors : James J. Murakami
- Costumes : Deborah Hopper
- Photographie : Tom Stern
- Montage : Blu Murray
- Musique : Christian Jacob et the Tierney Sutton Band, thème joué par Clint Eastwood
- Production : Clint Eastwood, Frank Marshall, Tim Moore et Allyn Stewart ; Gary Goetzman, Tom Hanks et Robert Lorenz[2] (coproductions)
- Sociétés de production : Flashlight Films et Malpaso Productions ; BBC Films, FilmNation Entertainment, The Kennedy/Marshall Company, RatPac-Dune Entertainment, Village Roadshow Pictures (coproductions)
- Sociétés de distribution : Warner Bros. (États-Unis), Warner Bros. France (France)
- Pays d’origine :  États-Unis
- Langue originale : anglais
- Budget : 60 millions de dollars[3]
- Format : couleur - 2,39:1 - son Dolby numérique Dolby Atmos
- Genre : Drame, biopic, catastrophe
- Durée : 115 minutes
- Dates de sortie :
  - États-Unis : 2 septembre 2016 (festival du film de Telluride) ; 9 septembre 2016[4]
  - France : 30 novembre 2016[5]

## Distribution

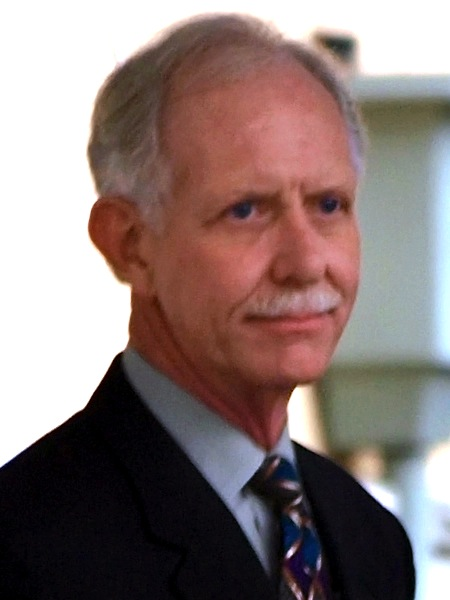
Chesley Sullenberger, ici en 2009, est interprété par Tom Hanks à l'écran.

- Tom Hanks (VF : Jean-Philippe Puymartin ; VQ : Tristan Harvey) : Chesley « Sully » Sullenberger
- Laura Linney (VF : Danièle Douet ; VQ : Valérie Gagné) : Lorrie Sullenberger
- Aaron Eckhart (VF : Constantin Pappas ; VQ : Daniel Picard) : Jeffrey Skiles
- Anna Gunn (VF : Nathalie Régnier ; VQ : Anne Bédard) : Dr. Elizabeth Davis
- Holt McCallany (VF : Guillaume Orsat ; VQ : Stéphane Rivard) : Mike Cleary
- Molly Hagan (VF : Claire Beaudoin ; VQ : Aline Pinsonneault) : Doreen Welsh
- Ann Cusack (VF : Élisabeth Fargeot ; VQ : Claudine Chatel) : Donna Dent
- Jane Gabbert (VQ : Julie Burroughs) : Sheila Dail
- Mike O'Malley (VF : Gérard Darier ; VQ : Thiéry Dubé) : Charles Porter
- Jamey Sheridan (VF : Gabriel Le Doze ; VQ : Marc Bellier) : Ben Edwards
- Sam Huntington (VF : François Santucci ; VQ : Nicholas Savard L'Herbier) : Jeff Kolodjay, le retardataire qui s’assoit à l'écart
- Christopher Curry (en) (VQ : François Trudel) : Rob Kolodjay, le retardataire le plus agé
- Chris Bauer (VQ : Pierre Auger) : Larry Rooney
- Patch Darragh (VF : Jérôme Wiggins ; VQ : Antoine Durand) : Patrick Harten
- Michael Rapaport (VF : Daniel Lafourcade ; VQ : Patrice Dubois) : Pete le barman
- Billy Smith (VQ : Jean-Jacques Lamothe) : Dan Britt
- Autumn Reeser (VF : Melissa Leprince ; VQ : Kim Jalabert) : Tess Soza
- Capitaine Vincent Lombardi (VQ : Adrien Bletton) : lui-même
- Katie Couric (VF : Céline Duhamel ; VQ : Natalie Hamel-Roy) : elle-même
- Delphi Harrington (VF : Cathy Cerdà ; VQ : Anne Caron) : Lucille Palmer
- Valerie Mahaffey (VF : Pascale Chemin ; VQ : Johanne Garneau) : Diane Higgins
- Jeffrey Nordling : Barry Leonard
- Max Adler (VQ : Alexandre Fortin) : Jimmy Stefanik
- Jerry Ferrara : Michael Delaney
- Jeff Kober : L. T. Cook
- Molly Bernard (VF : Emilie Beauregard ; VQ : Karine Veggo) : Alison
- Tracee Chimo : Evelyn May
- Marcia DeBonis : Shae Childers
- Chesley Sullenberger : lui-même (caméo)

 Source et légende : version française (VF) sur RS Doublage

## Production

### Genèse et développement
Le film est basé sur l'autobiographie de Sully, la formidable histoire du héros de l'Hudson, dont les droits ont été optés par les producteurs Frank Marshall et Allyn Stewart en 2010. Ils ont développé le scénario avec le producteur exécutif partenaire de Stewart, Kipp Nelson, en embauchant le scénariste Todd Komarnicki. Dès le début, Sullenberger voulait que le film englobe "ce sens de notre humanité commune", notant que l'incident avait eu lieu peu de temps après la Grande Récession de 2008. Il explique : "Les gens se demandaient si tout était question d'intérêt personnel et de cupidité. Ils doutaient de la nature humaine. Ensuite, toutes ces personnes ont agi ensemble, de manière désintéressée, pour faire quelque chose de vraiment important. D'une sens, je pense que cela a donné à tout le monde une chance d'avoir de l'espoir, à un moment où nous en avions tous besoin. ». Komarnicki a déclaré que la difficulté ne décrivait pas l'atterrissage dans la rivière, mais l'enquête par la suite : "Ce n'était pas vraiment un défi de ce qu'il fallait faire avec l'événement puisque c'est ce que tout le monde sait, il s'agissait plus de la façon dont vous analysez les informations sur l'homme qui s'effondre lentement et devient un héros aux yeux du monde alors qu'en interne et avec les enquêteurs, il semblait aller dans l'autre sens."

### Attribution des rôles
Clint Eastwood avait déjà dirigé Laura Linney dans Mystic River (2003) et Les Pleins Pouvoirs (1997). Il avait par ailleurs déjà collaboré avec l'acteur Chris Bauer dans Mémoires de nos pères (2006).

### Tournage
Le tournage débute le 28 septembre 2015 à New York. Il a ensuite lieu en Caroline du Nord, à Atlanta, Los Angeles, Alamogordo au Nouveau-Mexique et Kearny dans le New Jersey. Il se termine en avril 2016.

### Musique
La musique principale est composée par Christian Jacob et The Tierney Sutton Band. Clint Eastwood compose uniquement le thème. C'est l'un de ses rares films depuis le début des années 2000 dans lequel il n'est pas compositeur principal. Christian Jacob reviendra pour son film suivant, Le 15 h 17 pour Paris
L'album sort le 7 octobre 2016 sur le label Varèse Sarabande.
Liste des titres
1. Sully Suite (Clint Eastwood / Christian Jacob) - 9:25
2. Sully Wakes Up (Christian Jacob) - 2:41
3. Flying Home (Sully's Theme) (Clint Eastwood) - 3:00
4. Boarding (Christian Jacob) - 0:40
5. Hospital (Christian Jacob) - 2:02
6. F4 Malfunction (Clint Eastwood / Christian Jacob) - 2:20
7. Hudson View (Christian Jacob) - 2:22
8. Sully Reflects (Christian Jacob) - 1:31
9. I Could Have Lost You (Christian Jacob) - 1:07
10. Arrow (Christian Jacob) - 3:18
11. Sully Running (Christian Jacob) - 1:00
12. Times Square Run (Clint Eastwood) - 1:27
13. Simulation (Christian Jacob) - 4:57
14. Sully Doubts (Christian Jacob) - 2:37
15. Vindication (Christian Jacob) - 1:13
16. Grey Goose With A Splash Of Water (The Tierney Sutton Band) - 3:11
17. Sauna (Christian Jacob) - 2:04
18. Rescue (Clint Eastwood) - 2:19
19. Flying Home (Clint Eastwood) - 4:07

## Accueil

### Accueil critique
Sully obtient un accueil largement favorable des critiques, recueillant 85 % d'avis positifs sur le site Rotten Tomatoes, basé sur 337 commentaires et une moyenne de 7,2⁄10. Sur le site Metacritic, il obtient un score de 74⁄100, pour 46 commentaires.
En France, le site Allociné propose une note moyenne de 3,8⁄5 à partir de l'interprétation de critiques provenant de 38 titres de presse.

### Box-office
| Pays ou région | Box-office        | Date d'arrêt du box-office | Nombre de semaines |
| -------------- | ----------------- | -------------------------- | ------------------ |
| États-Unis     | 125 070 033 $     | 27 janvier 2017            | 20                 |
| France         | 1 178 535 entrées | 14 février 2017            | 14                 |
| Total mondial  | 243 870 033 $     | 27 janvier 2017            | -                  |

Pour son premier week-end d'exploitation aux États-Unis (du vendredi 9 au dimanche 11 septembre 2016), le film a débuté très fort, avec 35,5 millions de dollars de recettes, ce qui lui permet de prendre la première place du box-office. C’est le second meilleur démarrage pour un film de Clint Eastwood (acteur ou metteur en scène) après American Sniper (lors de sa sortie sur l'ensemble du territoire américain après une sortie limitée), et le troisième meilleur démarrage pour un film de Tom Hanks après Da Vinci Code et Anges et Démons. Sully permet à Tom Hanks de retrouver la première place du box-office américain, car l'acteur n'avait plus atteint cette position depuis sept ans et Anges et Démons (2009). Il s'agit également du second meilleur démarrage de la carrière de l'actrice Laura Linney.
En France, le film connait un succès commercial relativement modeste avec près de 1,2 million d'entrées durant toute son exploitation, mais qui lui permet d'être à la dixième place des meilleures entrées d'un film réalisé par Clint Eastwood.

### Controverse sur la description du NTSB
Le film a suscité une controverse sur sa description du Conseil national de la sécurité des transports (NTSB) en tant qu’antagoniste. Dans une vidéo promotionnelle précédant la sortie du film, Clint Eastwood déclara que le NTSB avait eu l’intention de montrer que Sully avait fait le mauvais choix,. À la suite de la sortie du film, les inspecteurs du NTSB protestèrent contre cette représentation. Christine Negroni écrivit dans le New York Times que la version du film diverge de l’enquête officielle sur le fond et la forme en dépeignant des enquêteurs s’écartant des protocoles standards des enquêtes sur les accidents aériens et les décrivant comme ayant une attitude inquisitoriale et étant intellectuellement fermés .
L’enquêteur en chef du NTSB Robert Benzon contesta également la représentation du film, déclarant que les enquêteurs « n’étaient pas là pour embarrasser qui que ce soit » tandis qu’un ancien enquêteur exprima sa préoccupation que les spectateurs puissent prendre le film comme une preuve de « l’incompétence gouvernementale ».
Alors que dans le film les simulations de vol du NTSB montrent que l’avion aurait pu se poser sur un aéroport, lors de l’audience publique proprement dite, l’enquêteur Robert Benzon statua que « les simulations de vol montrent qu’un retour réussi à LaGuardia ou à l’aéroport de Teterboro n’était pas assuré ». Après la sortie du film, Benzon déclara : « Je ne sais pourquoi les scénaristes et réalisateurs ont choisi de déformer le rôle du NTSB avec finalement une représentation particulièrement inexacte. Leur traitement du NTSB va bien au-delà de la licence artistique pour n’être qu’une simple malhonnêteté intellectuelle. Le film pourrait même être préjudiciable à la sûreté aérienne. Les pilotes impliqués dans des accidents vont maintenant s’attendre à un rude et injuste traitement de la part des enquêteurs ».
Tom Hanks déclara à l’Associated Press que Sullenberger lui-même, ayant lu une première version du scénario, fut si perturbé par cette version très romancée qu’il demanda la suppression des noms réels pour les personnages. En accord avec les dires de Tom Hanks, Sullenberger estimait que les vrais enquêteurs n’étaient pas inquisitoriaux et qu’il n’aurait pas été juste de les associer à la procédure bien plus inquisitoriale décrite par le film.

## Distinctions
| Année | Prix                                     | Catégorie               | Nomination                      | Résultat   |
| ----- | ---------------------------------------- | ----------------------- | ------------------------------- | ---------- |
| 2017  | 43e cérémonie des People's Choice Awards | Film dramatique préféré | Sully                           | Nomination |
| 2017  | 89e cérémonie des Oscars                 | Meilleur montage de son | Alan Robert Murray et Bub Asman | Nomination |

## Clin d'oeil
Une affiche du film Gran Torino, autre film de Clint Eastwood, est visible quand Sully effectue un jogging de nuit à New York. Le film se déroule en 2009, à l’époque de la sortie du long-métrage du réalisateur.